# راتنا امیدوار
راتنا امیدوار (انگلیسی: Ratna Omidvar؛ زادهٔ ۵ نوامبر ۱۹۴۹) یک سیاستمدار، مدیر اجرایی و استاد دانشگاه اهل کانادا است که در ۱۸ مارس ۲۰۱۶ به سنای کانادا به نمایندگی از استان انتاریو راه یافت.
او یکی از مشهورترین چهره‌های اجتماعی و دانشگاهی در زمینه مسائل مربوط به مهاجران در کانادا است و عناوین و جوایز زیادی را به خاطر فعالیت‌هایش در زمینه مطالعات مهاجرت به دست آورده است.
راتنا زادهٔ امریتسار در پنحاب هند است و در دانشگاه دهلی تحصیل کرده. او راه دراز مهاجرت خود را از زادگاهش در هند آغاز کرد و به آلمان رفت. راتنا در آلمان با یک مرد ایرانی به نام مهران امیدوار ازدواج کرد و به ایران رفت اما بعدها به‌دلیل شرایط سال‌های اولیه انقلاب و جنگ در ایران، در سال ۱۹۸۱ به کانادا مهاجرت کرد. او پس از مهاجرت به کانادا مدیر اجرایی مایتری شد که یک بنیاد خیریه برای مبارزه با فقر در کانادا است، پس از آن در سال ۲۰۱۴ به سازمان «تنوع ارز جهانی» پیوست و مدیرعامل آنجا شد.راتنا در دانشکده مدیریت بازرگانی «تد راجرز» و در دانشگاه رایرسون به‌عنوان استاد مدعو برجسته به تدریس پرداخت.
امیدوار یکی از روسای «شورای جهانی آینده مهاجرت» در مجمع جهانی اقتصاد است. او همچنین یکی از مدیران مؤسسه انوایرونیک و سامارا کانادا است. او رئیس شورای اشتغال مهاجران منطقه تورنتو است و پیش‌تر ریاست لایف‌لاین سوریه را به عهده داشت است .
امیدوار نویسندهٔ همکار «پرواز و آزادی: داستان فرار به کانادا» (۲۰۱۵) بهترین کتاب سال ۲۰۱۵ اوپن بوک تورنتو و یکی از پنج اثر برتر به انتخاب مؤسسه «کلمه در خیابان» است. او همچنین از نویسندگان «فاکتور هارپر» (۲۰۱۶) و یکی از سردبیران «پنج ایده خوب: راهکارهای عملی برای موفقیت غیرانتفاعی» (۲۰۱۱) است که به زبان فارسی نیز ترجمه و منتشر شده است.
امیدوار در سال ۲۰۰۵ به فرمان انتاریو منصوب شد و در سال ۲۰۱۱ به عضویت فرمان کانادا درآمد. که در هر دو برای فعالیت و وکالت از طرف مهاجران و تلاش برای کاهش نابرابری در کانادا شناخته شده است. او همچنین دکترای افتخاری حقوق دانشگاه نیویورک را در سال ۲۰۱۲ دریافت کرد. در سال ۲۰۱۴ امیدوار به دریافت صلیب شایستگی جمهوری فدرال آلمان در به رسمیت شناختن سهم او در پیشرفت روابط آلمان-کانادا نایل آمد .
امیدوار همچنین توسط روزنامه ملی کانادا، گلوب و ایمیل به عنوان «سازنده ملی دهه شهروندی» در سال ۲۰۱۰ به رسمیت شناخته شد. در سال ۲۰۱۶ جایزه سیویک‌اکشن برای یک عمر دستاورد در رهبری مدنی منطقه تورنتو به او تعلق گرفت.